# Sindangan
Sindangan é um município de  primeira classe de renda municipal (d) na província Zamboanga do Norte, nas Filipinas. De acordo com o censo de 1 de maio  de  2020 possui uma população de 103 952 pessoas e 24 895 domicílios.